# Торбеєво (Люберецький міський округ)
Торбе́єво (рос. Торбеево) — присілок у складі Люберецького міського округу Московської області, Росія.

## Населення
Населення — 27 осіб (2010; 48 у 2002).
Національний склад (станом на 2002 рік):
- росіяни — 96 %